# Giovanni Bellini

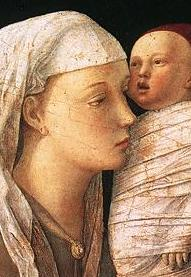
Maria e o Menino, detalhe de Apresentação no Templo (c. 1460)

Giovanni Bellini, também chamado em sua terra natal de Giambellino, (Veneza, c. 1430 - idem, 1516) foi um pintor do Renascimento. O mais famoso de uma família de pintores de mesmo sobrenome, era cunhado e amigo de Mantegna, e teve Tiziano entre seus aprendizes. É considerado como renovador da pintura da escola veneziana, movendo-a para um estilo mais sensual e policromático. Pelo uso de cores claras de lenta secagem, Bellini criou sombras detalhadas, profundidade e ricos coloridos. Suas fluentes e coloridas paisagens tiveram um grande efeito no seu tempo.

## Biografia

### Primeiros anos

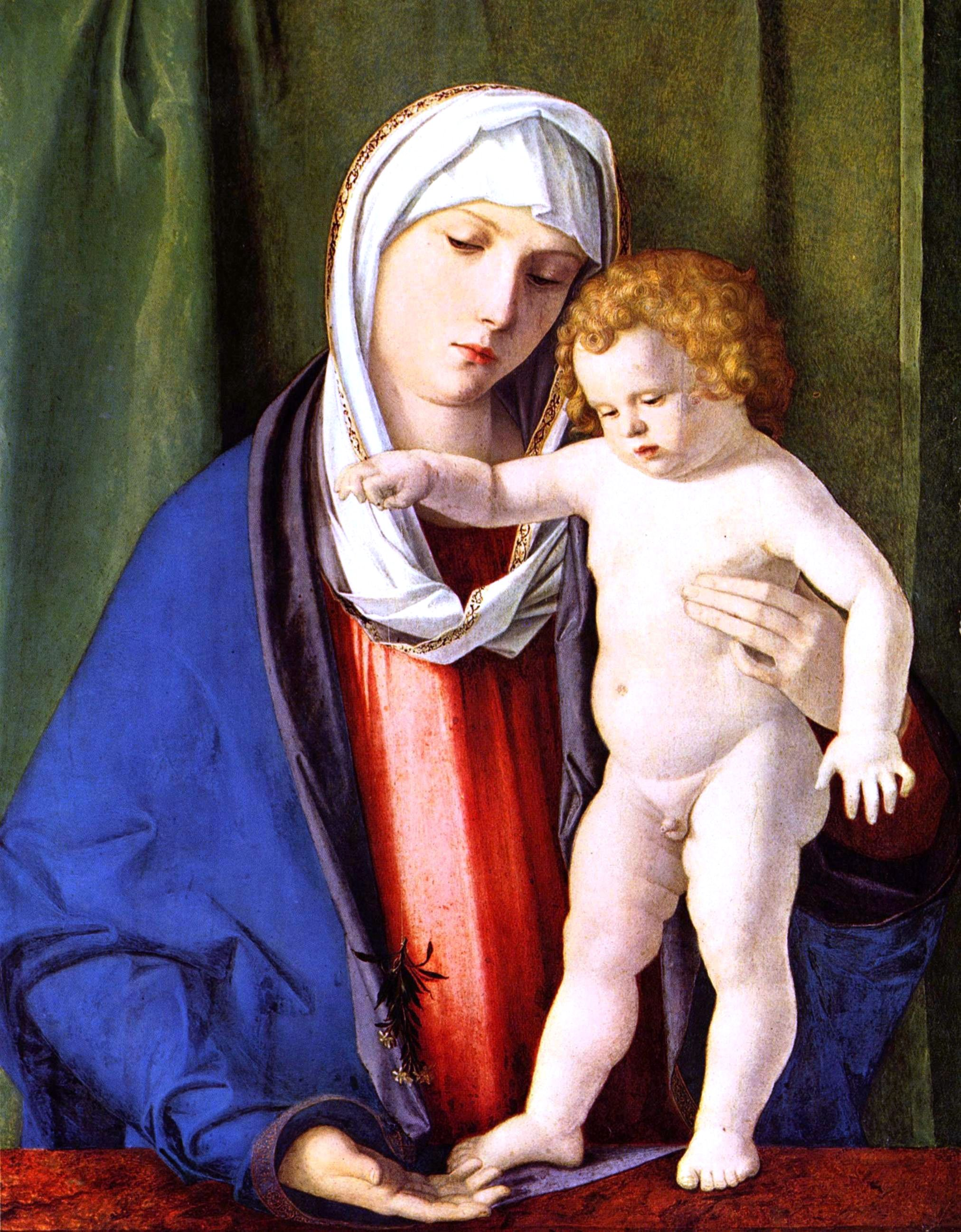
Madona e a Criança

Bellini começou a desenhar na casa de seu pai Jacopo Bellini, e sempre viveu e trabalhou em fraternal relação com seu irmão Gentile, também pintores. Existem evidências que os irmãos serviram como assistentes do pai até perto dos trinta anos, em trabalhos em Veneza e Pádua. Nos primeiros trabalhos de Giovanni vemos a forte influência da escola de Pádua, especialmente de Mantegna, em detrimento do estilo mais gracioso e fácil do pai. Essa influência se mostra até depois que Mantegna parte para Mântua em 1460. Os primeiros sinais de independência, numa fraternal rivalidade, aparecem em A Agonia no Horto, que tinha uma tela com o mesmo tema, ambas tiradas de um desenho de Jacopo (hoje no Museu Britânico), Em todas suas obras iniciais, Giambellino combina a severidade do desenho e a rigidez complexa do drapeado da escola de Pádua com sua própria sensibilidade, sentimento religioso e condição humana. Ele é todo executado em têmpera antiga, diluindo a tragédia da cena com um novo e belo efeito romântico de cor.
Com um modo mais pessoal, com menos dureza no contorno, mas não menos força no sentimento, existem duas pinturas de Cristo Morto Carregado por Anjos, em Rimini e Berlim, um tema religioso frequente naquele tempo. Duas Madona, também em têmpera, são sem dúvida anteriores ao primeiro trabalho comissionado, junto com Gentile e outras artistas, na Escola de São Marcos, onde pintou, entre outros, O Dilúvio e a Arca de Noé. Infelizmente, nenhum desses trabalhos maiores desta espécie, para várias escolas, irmandades, confrarias ou mesmo o palácio ducal sobreviveram até nós.

### Maturidade

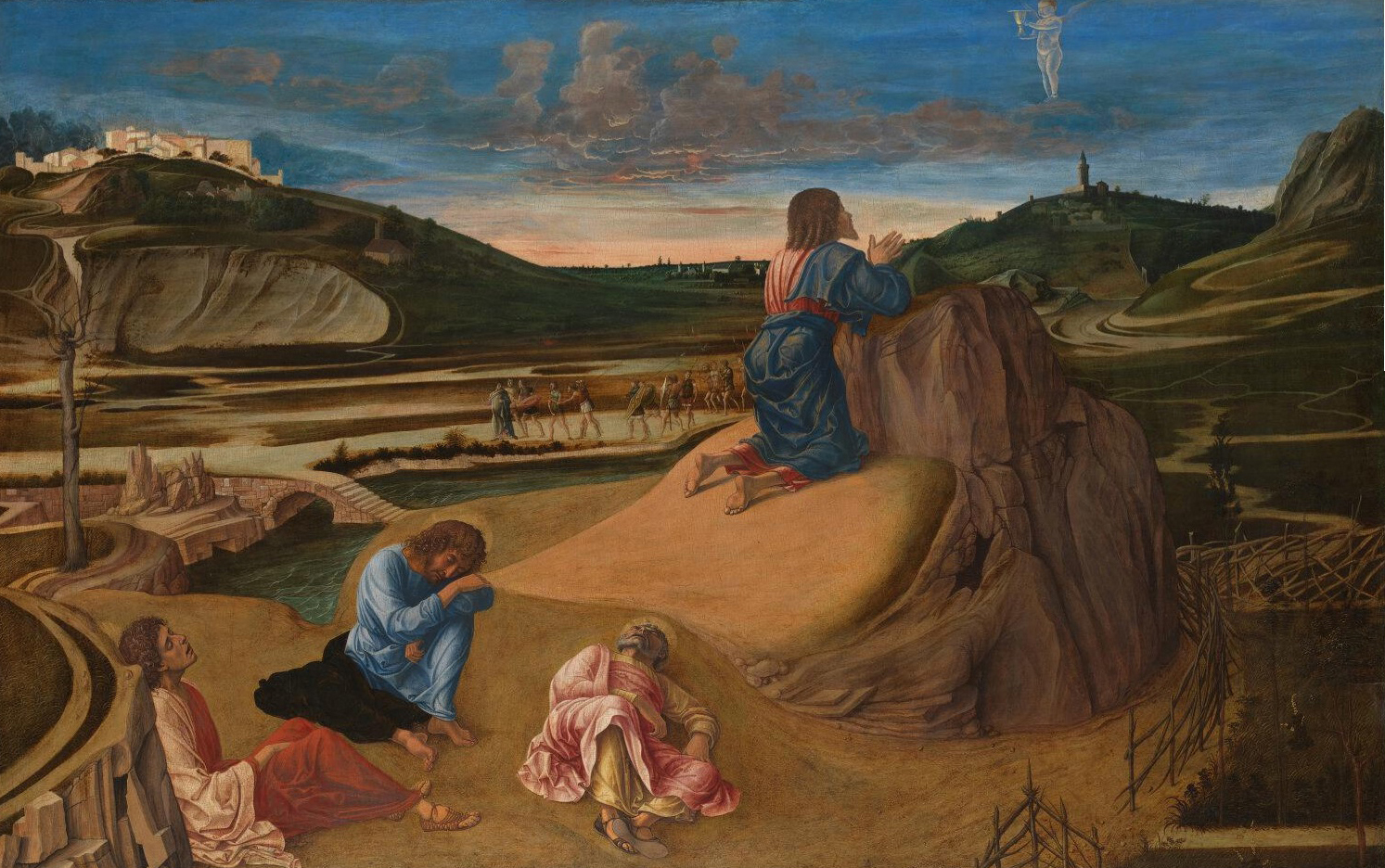
Agonia no Horto

Na década de 1470, fez uma Transfiguração, hoje em Nápoles, repetindo seu estilo veneziano. Também a grande peça para o altar para a igreja de Pesaro, A Coroação da Virgem, que pode ser vista como os primeiros esforços numa forma de arte primeiramente utilizada pela escola rival dos Vivarini. De não muito depois é o ainda famoso quadro pintado em têmpera para o altar de uma capela da igreja de São Pedro e São Paulo, que pereceu junto com São Pedro Martir de Tiziano e Cruxificação de Tintoretto em um desastroso incêndio em 1867.
Perto de 1480, muito do tempo e da energia de Giovanni foram utilizados nas suas obrigações como conservador das pinturas do grande salão do palácio ducal, que ele assumiu por um alto pagamento e a concessão de privilégios comerciais. Enquanto reparava obras de seus antecessores, recebeu a encomenda para seis ou sete trabalhos, ilustrações das vitórias de Veneza nas guerras entre Frederico Barbarossa e o papado. Esses trabalhos, executados com muitas interrupções e atrasos, eram admirados no seu tempo, mas como outros, não sobreviveram ao incêndio de 1577.
Muitas obras para igrejas, sejam grandes pinturas para altar-mor ou pequenas Madonas, felizmente foram preservadas. Elas mostram-no gradualmente se movendo das velhas técnicas do quatrocento para as novas de pintura a óleo, introduzidas em Veneza por Antonello de Messina por volta de 1473. A velha intensidade patética e devota sensibilidade sai de cena dando lugar a uma visão mais nobre, serena e charmosa. A Virgem com o Menino vem tranquila em sua suavidade, os santos que a acompanham ganham poder, presença e individualidade, grupos de anjos completam a harmonia da cena. O total esplendor das cores venezianas resplandem nas figuras, na arquitetura, na paisagem e no céu.

### Alto Renascimento

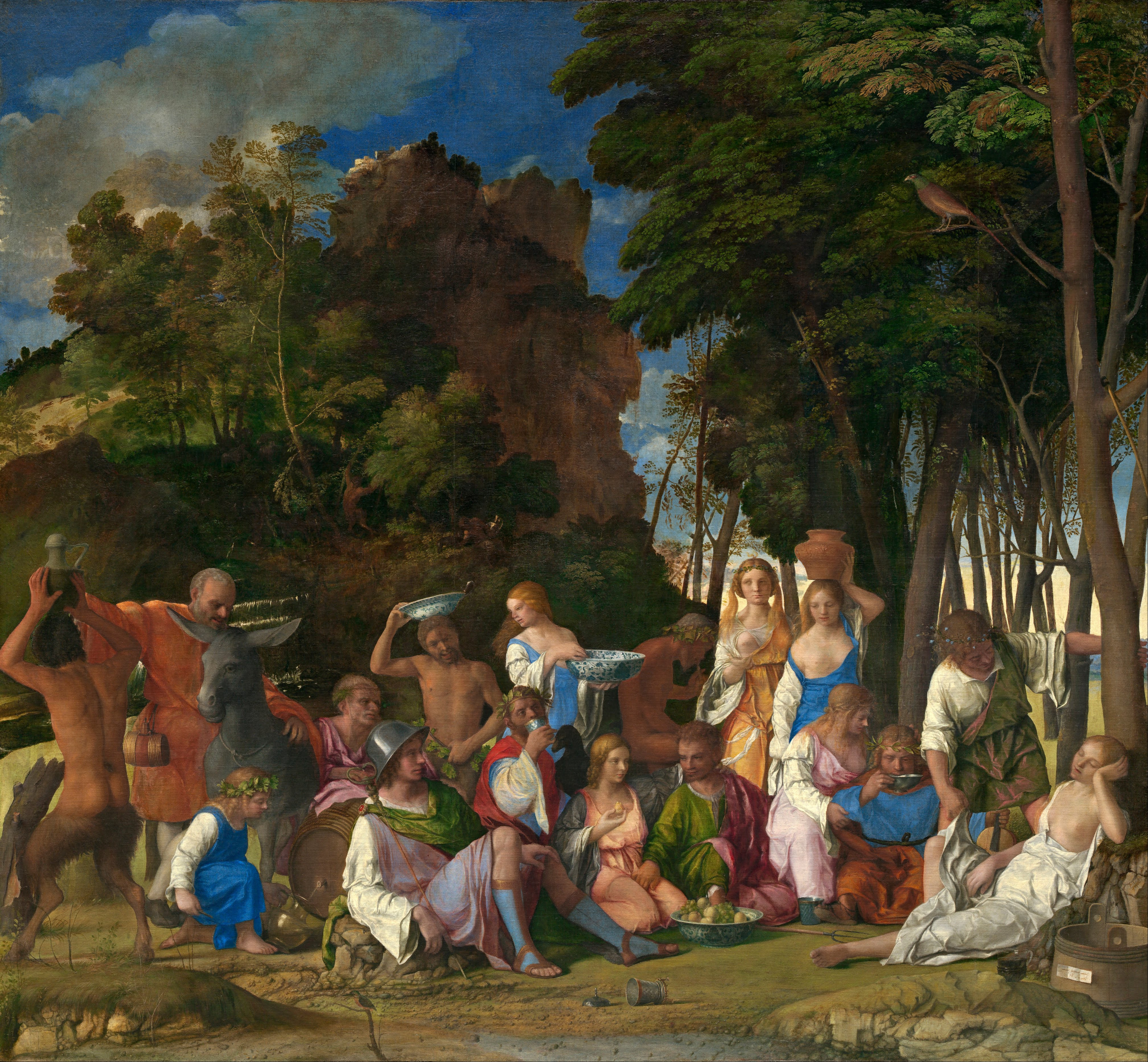
A Festa dos Deuses (National Gallery of Art, Washington D.C.

Um intervalo de poucos anos, sem dúvida passados nos seus afazeres no palácio ducal, separam as pinturas para o altar-mor de Frari e a Virgem do Doge Barbariga, em Murano das obras da igreja de São Zacarias em Veneza, talvez a mais bonita e imponente de todas, datada de 1505. Outra obra para altar-mor, para a igreja de São Francisco em Veneza, é de 1507. Outros trabalhos dessa época pereceram no incêndio já referido. Os últimos dez anos da vida do mestre mostram-no cercado de encomendas do que ele pode completar. Já nos anos 1501 a 1504, a marquesa Isabella Gonzaga de Mântua, famosa em sua época e retratada inclusive por Leonardo Da Vinci, teve grande dificuldade em obter de Bellini uma Madona e os Santos, hoje perdida, e que tinha sido antecipadamente paga. Em 1506 ela tentou pelo Cardeal Bembo obter outra pintura, desta vez de cunho mitológico, mas infelizmente não sabemos o paradeiro desta obra. Albrecht Dürer, visitando Veneza pela segunda vez em 1506, conta que Giambellino era ainda o melhor pintor na cidade, bem tratado e admirado em sua cidade.

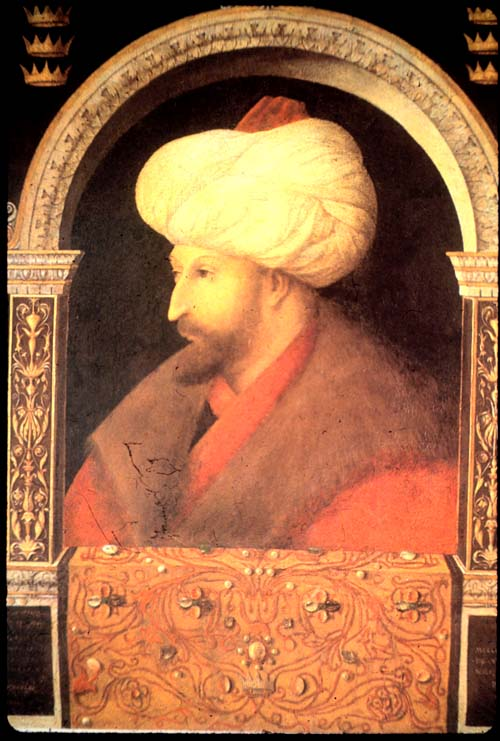
O Sultão Mahmet II, Galeria Nacional de Londres

Seu irmão Gentile morreu em 1507, tendo Giovanni completado o quadro Prece de São Marcos que este deixara inacabado. Em 1513 era o único mestre do Salão do palácio, empregando seu pupilo Tiziano como ajudante na conservação das obras. Sua última obra foi Festa dos Deuses, para o duque Afonso de Ferrara, mas morreu antes de terminar, tarefa legada a seus pupilos.

## Legado

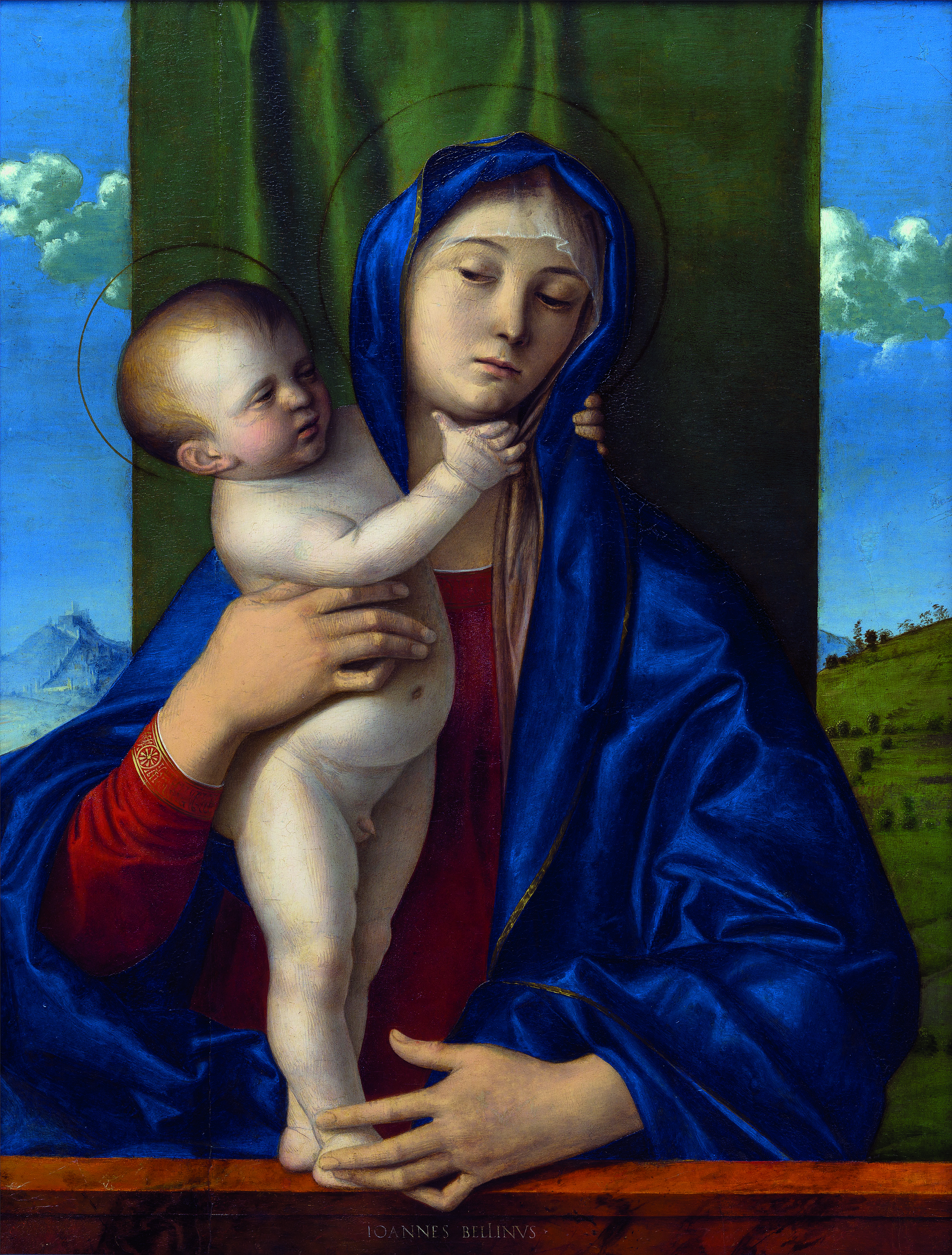
Madona Willys. Museu de Arte de São Paulo

Tanto artisticamente quanto pessoalmente, a carreira de Giovanni Bellini foi, na maior parte do tempo, serena e próspera, da juventude à velhice, como aconteceu com vários artistas do início do Renascimento. Viveu para ver sua própria escola brilhar sobre a de seus rivais, os Vivarini de Murano. Personalizou muito do esplendor de Veneza no seu tempo e viu sua influência propagada por um time de pupilos, dois dos quais se pode dizer sem demérito terem superado o mestre, Giorgione, que só viveu mais cinco anos, e Tiziano, que alcançou glória própria, vivendo muitos e frutíferos anos.
Em uma perspectiva histórica, Bellini foi fundamental para o desenvolvimento do Renascimento Italiano por sua incorporação de novas estéticas e técnicas, muitas aprendidas com Antonello de Messina, que trouxe novidades de sua temporada em Flandres. Popularizou o uso de tintas a óleo, diferente da têmpera usada naquele tempo pela maioria dos pintores. Introduziu também modificações no simbolismo, que podemos ver em obras como São Francisco em Êxtase e no altar de 'San Giobbe, onde usou temas religiosos por meio de elementos naturais. Contribuiu grandemente com a arte suas experiências com o uso da cor e de tintas a óleo na criação de uma nova atmosfera artística.

## Obras
- A Transfiguração, (1455), Veneza;
- Pietà, (1460), Brera, Milão;

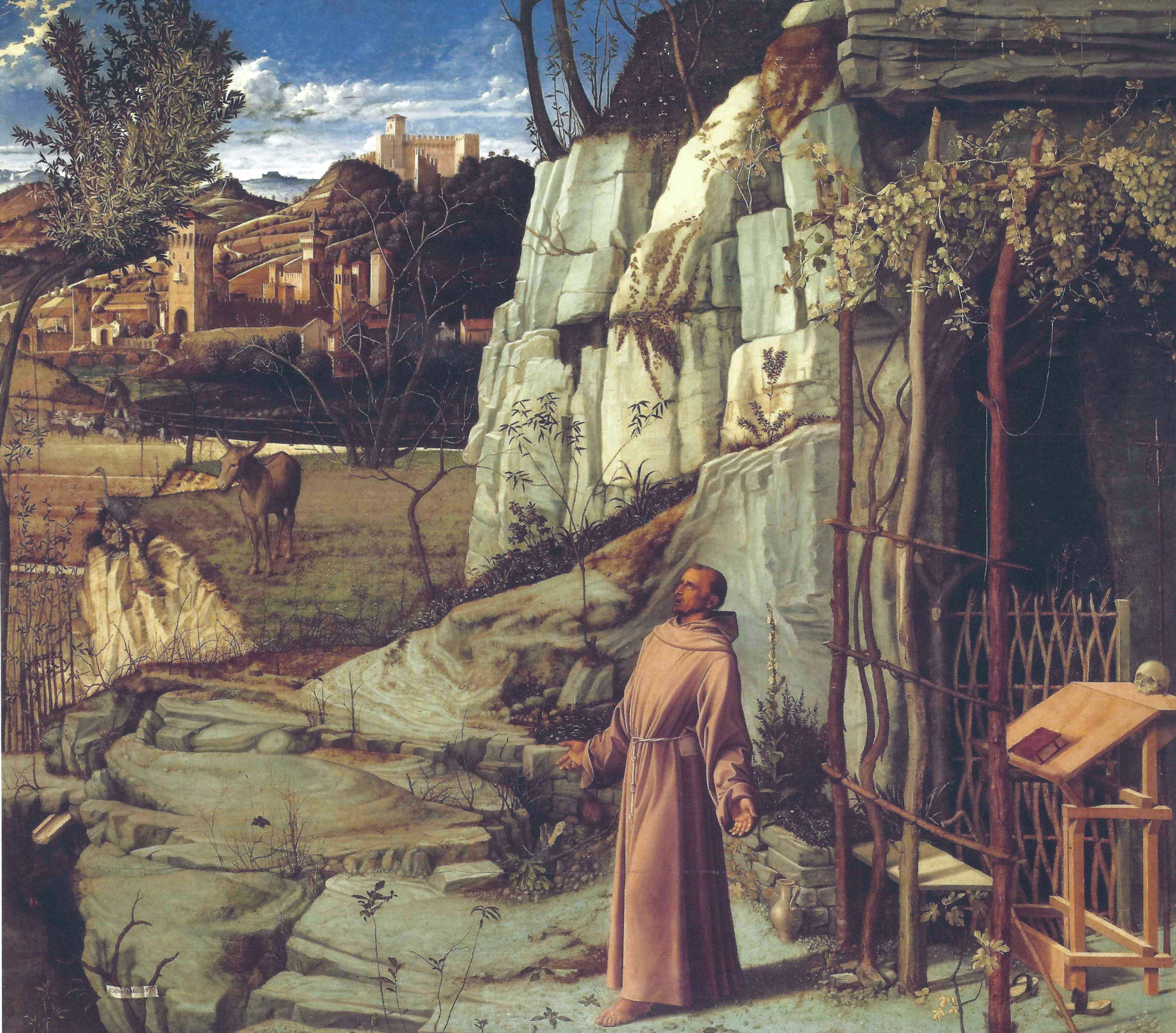
Êxtase de São Francisco, Coleção Frick, Nova York

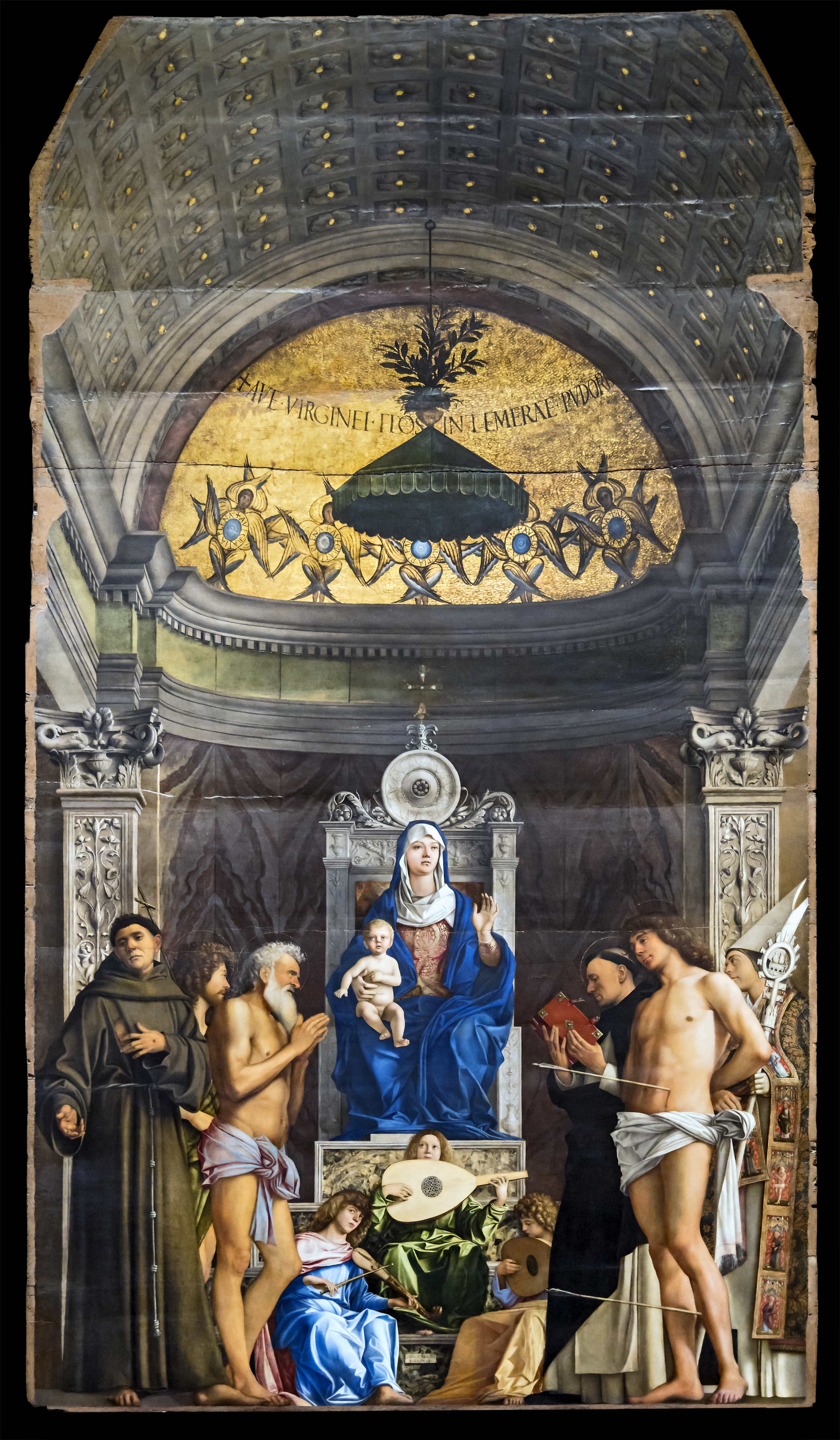
Altar de San Giobbe, Accademia, Veneza, Itália

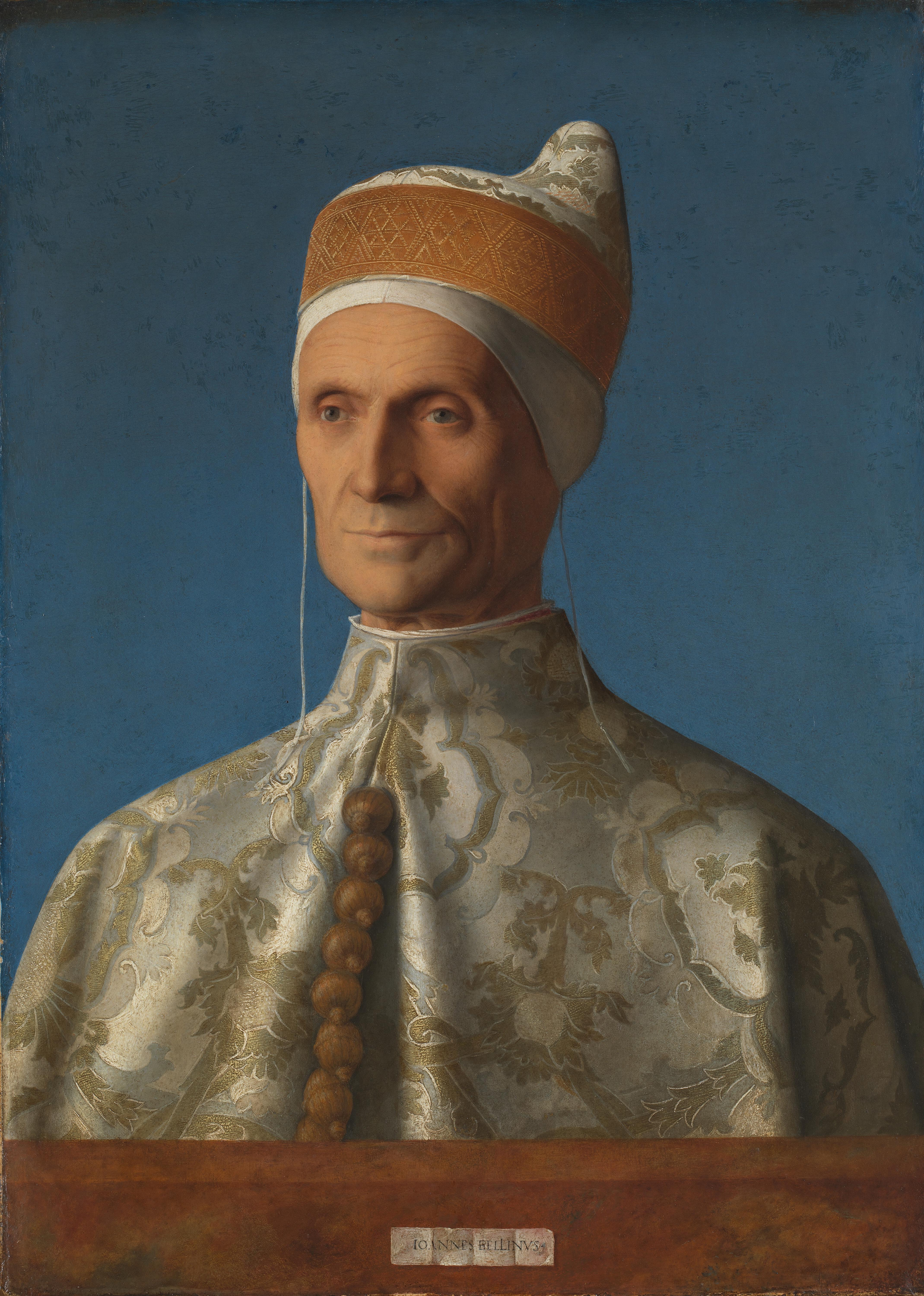
Retrato do doge Leonardo Loredan, Galeria Nacional de Londres

- Apresentação no Templo (c. 1460), Fondazione Querini Stampalia, Veneza;
- Políptico de São Vicente Ferreri, (1464), basilica de São João, Veneza;
- A Coroação da Virgem, retábulo de Pesaro, (1473), museu Civici, Pesaro;
- A Ressureição de Cristo, (1475-1479), Berlim;
- Êxtase de São Francisco, (c. 1480), Frick Collection, Nova Iorque;
- A transfiguração, (c. 1485), Capodimonte, Nápoles;
- Retrato de um Humanista, (1475-1480), Civiche Raccolte d'Arte, Milão;
- Madonna de Willys, (1480-1490), Museu de Arte de São Paulo, São Paulo;
- Tríptico de Frari, (1488), igreja de Frari, Veneza;
- Alegoria Sacra, (1490-1500), Uffizi, Florença;
- Retrato do doge Leonardo Loredan, (1501), National Gallery, Londres;
- O Batismo de Cristo, (1500-1502), igreja Santa Corona, Veneza;
- Madona com Santos, (1505), Veneza;
- Retabulo de São Zacarias, (1505, Veneza;
- A Virgem e o Menino bendizendo na paisagem, (1510), Brera, Milão;
- Assunção, (1513), igreja de São Pedro Martir, Murano;
- A Festa dos Deuses, (1514), National Gallery of Art, Washington;
- Mulher no Toucador, (1515), Kunsthistorisches Museum, Viena.